# 테이블 톱
테이블 톱(table saw, saw bench) 또는 테이블 쏘는 안정된 테이블 및 전기 모터로 구동되는 아버(arbor)에 장착된 원형 톱날(circular saw)과 함께 구성된 목공(woodworking) 도구이자 일체형 장치이다. 블레이드(blade,톱날)는 테이블 상단을 통해 튀어 나오며, 이는 일반적으로 절단되는 재료, 일반적으로 목재를 지지 및 절단한다. 대부분의 현대식 테이블 톱에서는 절단 깊이가 블레이드를 위아래로 움직여 변동이 가능하다.

## 작업
|                                                  |
| 블레이드에 의해 절단되고 있는 각도가 주어진 원목 |

## 같이 보기
- 전동드릴
- 각도절단기